# Cushmanideidae
Cushmanideidae är en familj av kräftdjur. Enligt Catalogue of Life ingår Cushmanideidae i överfamiljen Cytheroidea, ordningen Podocopida, klassen musselkräftor, fylumet leddjur och riket djur, men enligt Dyntaxa är tillhörigheten istället ordningen Podocopida, klassen musselkräftor, fylumet leddjur och riket djur. Enligt Catalogue of Life omfattar familjen Cushmanideidae 14 arter. 
Kladogram enligt Catalogue of Life och Dyntaxa:
| Cushmanideidae | \| \| Cushmanidea \| \| \| \| \| \| Hemicytherideis \| \| \| \| \| \| Pontocythere \| \| \| \| |
|                | \| \| Cushmanidea \| \| \| \| \| \| Hemicytherideis \| \| \| \| \| \| Pontocythere \| \| \| \| |
|                | Bythocytheridae                                                                                |
|                |                                                                                                |
|                | Cobanocytheridae                                                                               |
|                |                                                                                                |
|                | Cytherettidae                                                                                  |
|                |                                                                                                |
|                | Cytheridae                                                                                     |
|                |                                                                                                |
|                | Cytherideidae                                                                                  |
|                |                                                                                                |
|                | Cytheromatidae                                                                                 |
|                |                                                                                                |
|                | Cytheruridae                                                                                   |
|                |                                                                                                |
|                | Entocytheridae                                                                                 |
|                |                                                                                                |
|                | Eucytheridae                                                                                   |
|                |                                                                                                |
|                | Hemicytheridae                                                                                 |
|                |                                                                                                |
|                | Krithidae                                                                                      |
|                |                                                                                                |
|                | Leptocytheridae                                                                                |
|                |                                                                                                |
|                | Limnocytheridae                                                                                |
|                |                                                                                                |
|                | Loxoconchidae                                                                                  |
|                |                                                                                                |
|                | Microcytheridae                                                                                |
|                |                                                                                                |
|                | Neocytherideidae                                                                               |
|                |                                                                                                |
|                | Paracytherideidae                                                                              |
|                |                                                                                                |
|                | Paradoxostomatidae                                                                             |
|                |                                                                                                |
|                | Parvocytheridae                                                                                |
|                |                                                                                                |
|                | Pectocytheridae                                                                                |
|                |                                                                                                |
|                | Psammocytheridae                                                                               |
|                |                                                                                                |
|                | Schizocytheridae                                                                               |
|                |                                                                                                |
|                | Trachyleberididae                                                                              |
|                |                                                                                                |
|                | Xestoleberididae                                                                               |
|                |                                                                                                |
|                | Cushmanidea                                                                                    |
|                |                                                                                                |
|                | Hemicytherideis                                                                                |
|                |                                                                                                |
|                | Pontocythere                                                                                   |
|                |                                                                                                |

|  | Cushmanidea     |
|  |                 |
|  | Hemicytherideis |
|  |                 |
|  | Pontocythere    |
|  |                 |